# 45:33
45:33 – singiel grupy LCD Soundsystem, ze względu na swoją długość traktowany jak minialbum. Nagrany został dla kampanii Nike Original Run i początkowo James Murphy mówił o nim jak o kompozycji stworzonej pod bieganie rekreacyjne. później wyznał jednak ze zmyślił tę historię i sam nie biega, po prostu skorzystał z możliwości napisania i wydania tak długiego albumu. Oryginalna okładka z iTunes z szachownicą odnosiła się do płyty E2-E4 Manuela Göttschinga; groził on jednak procesem, więc zamieniono ją na prostą czarną okładkę przy wydaniu CD. Tytuł płyty odnosi się do słynnego utworu 4' 33" Johna Cage’a. Jest to też długość płyty Alive 1997 zespołu Daft Punk, jednych z ulubionych wykonawców Jamesa. „Part 3” z wersji CD ukazało się na następnej płycie zespołu w wersji z wokalami.

## Lista utworów

### iTunes
1. „45:33” – 45:58

### CD
1. „45:33” (part 1) – 2:51
2. „45:33” (part 2) – 6:31
3. „45:33” (part 3) – 8:30
4. „45:33” (part 4) – 10:42
5. „45:33” (part 5) – 9:18
6. „45:33” (part 6) – 8:13
7. „Freak Out/Starry Eyes” – 12:22
8. „North American Scum” (onanistic dub) – 8:56
9. „Hippie Priest Bum-Out” – 4:26